# Orden del Mérito Agrícola (Francia)
La Orden del Mérito Agrícola (en francés: Ordre du Mérite Agricole) es una condecoración de Francia, 
siguiente menor en precedencia a las Palmas Académicas. Está condecorado para sus méritos del servicio nacional merecido para la agricultura.

## Estructura
La orden tiene tres grados:
- — Commandeur (Comendador)
- — Officier (Oficial)
- — Chevalier (Caballero).